# Thomas Chippendale
Pour les articles homonymes, voir Chippendale.
Thomas Chippendale né probablement à Otley dans le Yorkshire le 5 juin 1718 et mort à Hoxton à Londres le 13 novembre 1779 est un ébéniste et décorateur britannique dans des styles georgien, rococo anglais et néoclassique.

## Biographie

### Carrière
Thomas Chippendale s'installe à Londres en 1749 où, en 1754, il devient le premier ébéniste à publier un livre de ses réalisations : The Gentleman and Cabinet Maker's Director. Trois éditions en sont publiées, la première en 1754, suivie par une réédition en 1755 et une dernière édition, revue et augmentée en 1762, à un moment où les dessins illustrés de Chippendale commencent à montrer des signes de néoclassicisme[réf. nécessaire].
Chippendale est plus qu'un simple créateur de meubles. Véritable décorateur d'intérieur qui conseille sur les bibelots ou la couleur de la pièce, il travaille initialement en partenariat avec le tapissier James Rannie, puis plus tard, avec l'assistant de celui-ci, Thomas Haig. Le contrôle artistique des luxueux meubles venant des ateliers de St. Martin's Lane est également dans ses mains.
Chippendale est inhumé à Londres dans l'église de St Martin-in-the-Fields[réf. nécessaire].

### Influence
Le travail de Thomas Elfe (1719–1775) influence celui de Thomas Chippendale. Leurs vies ont de nombreux points communs. Les deux naissent en Angleterre à la même époque et ont passé tous les deux leur enfance à Londres. Les deux sont en apprentissage à la capitale dans les années 1730 ; Thomas Elfe est l'apprenti de son oncle, tandis que Thomas Chippendale est l'apprenti de son père. Thomas Elfe se marie en 1748, comme l'a fait Thomas Chippendale, mais finissent veufs. Les deux se sont finalement remariés avec une seconde épouse. Ils ont respectivement un fils du nom de Thomas qui reprend plus tard leur entreprise de meubles. Les deux vivent pendant les périodes sombres de la Révolution américaine sans être blessé personnellement. Les deux ont de grands magasins de meubles avec de nombreux employés, et meurent à quatre ans d'intervalle.
Thomas Chippendale fréquentait en voisin la St Martin's Lane Academy dirigée par William Hogarth, où il rencontra le Français Hubert-François Gravelot dont les ornementations exercèrent sur lui une influence certaine.

Mobilier de Thomas Chippendale
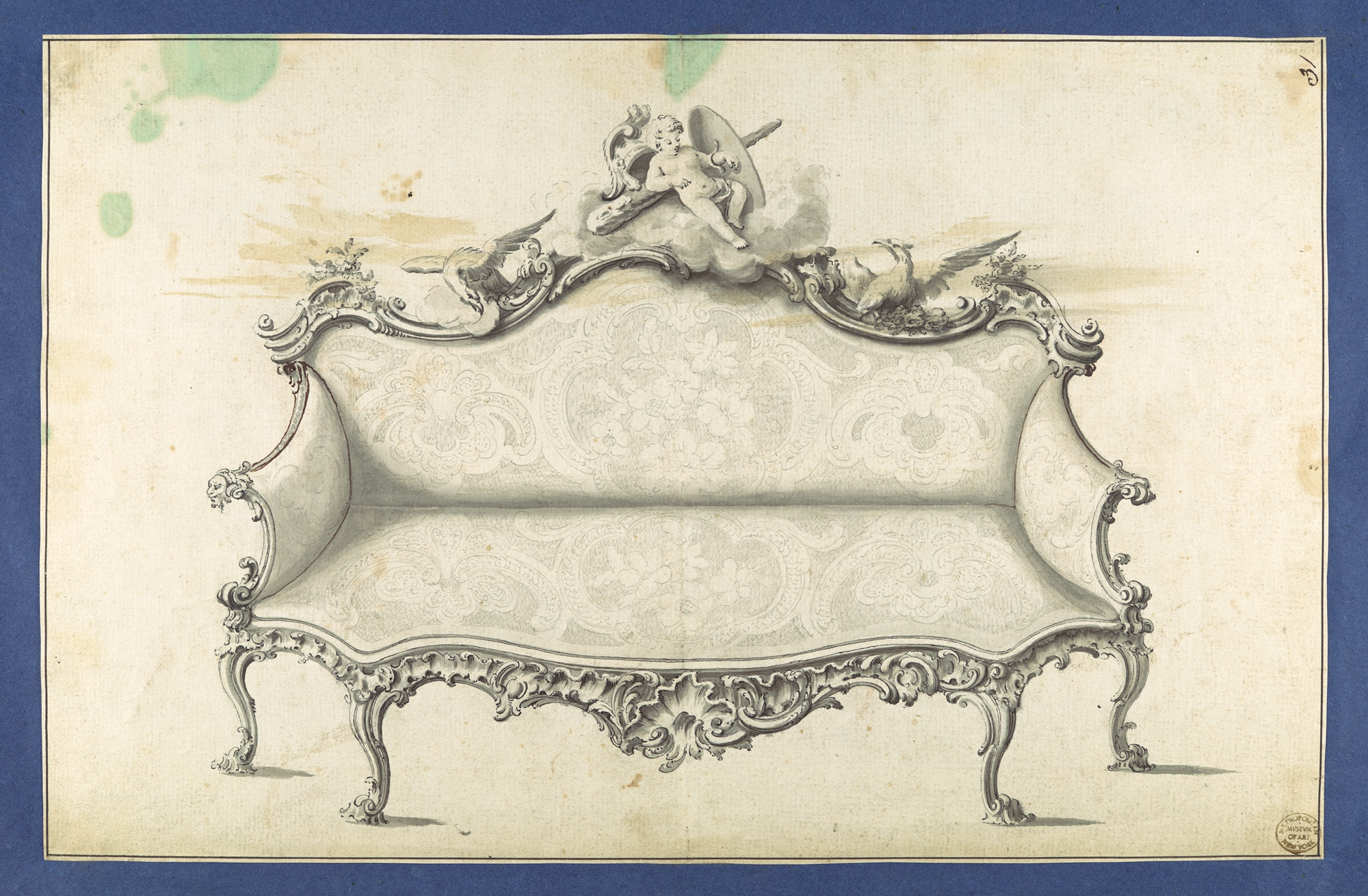
Canapé, dessin de l'album Chippendale Drawings, vol. I, vers 1753–1754, New York, Metropolitan Museum of Art.
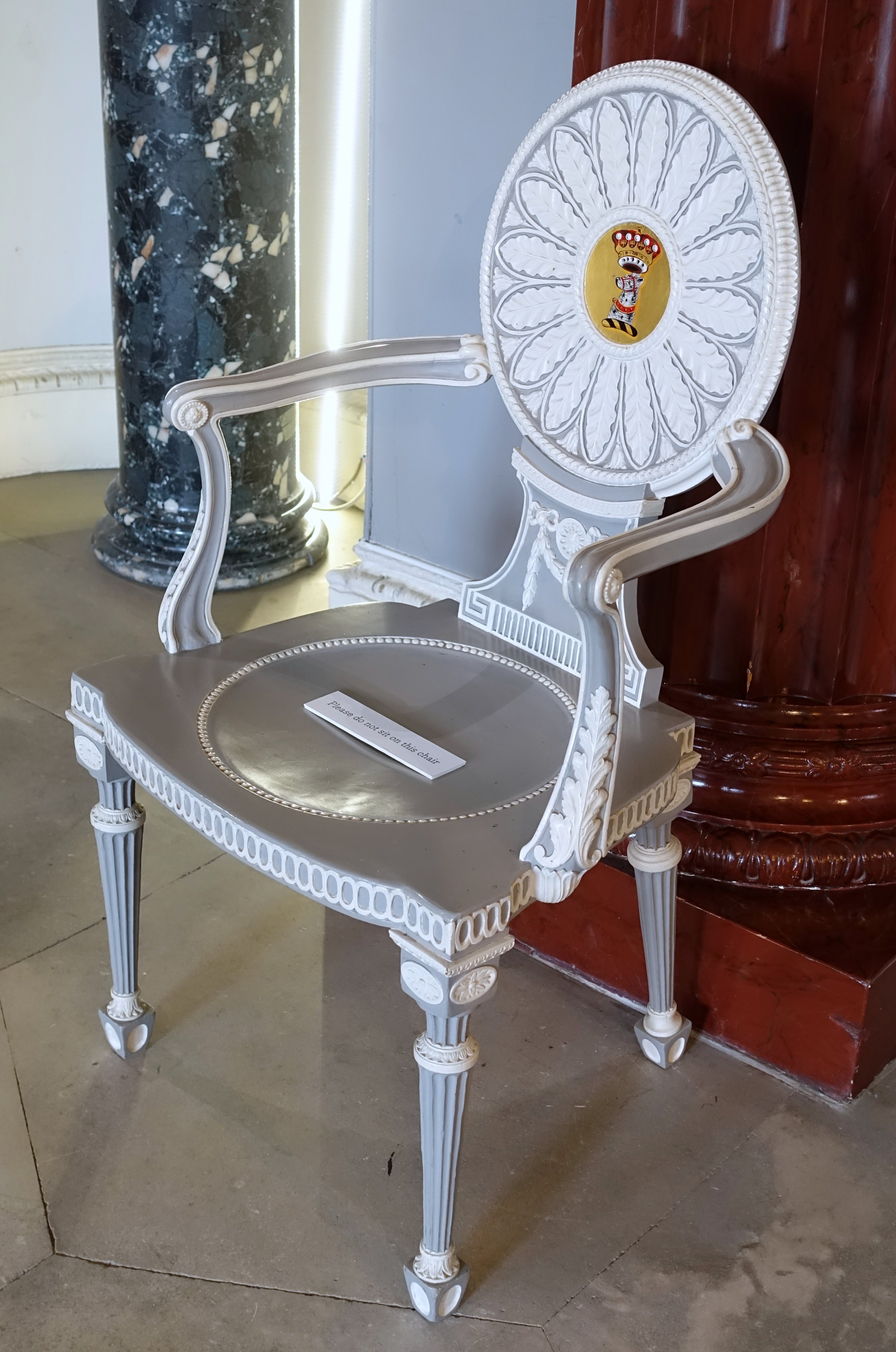
Chaise à écusson, années 1770, Harewood, Harewood House.
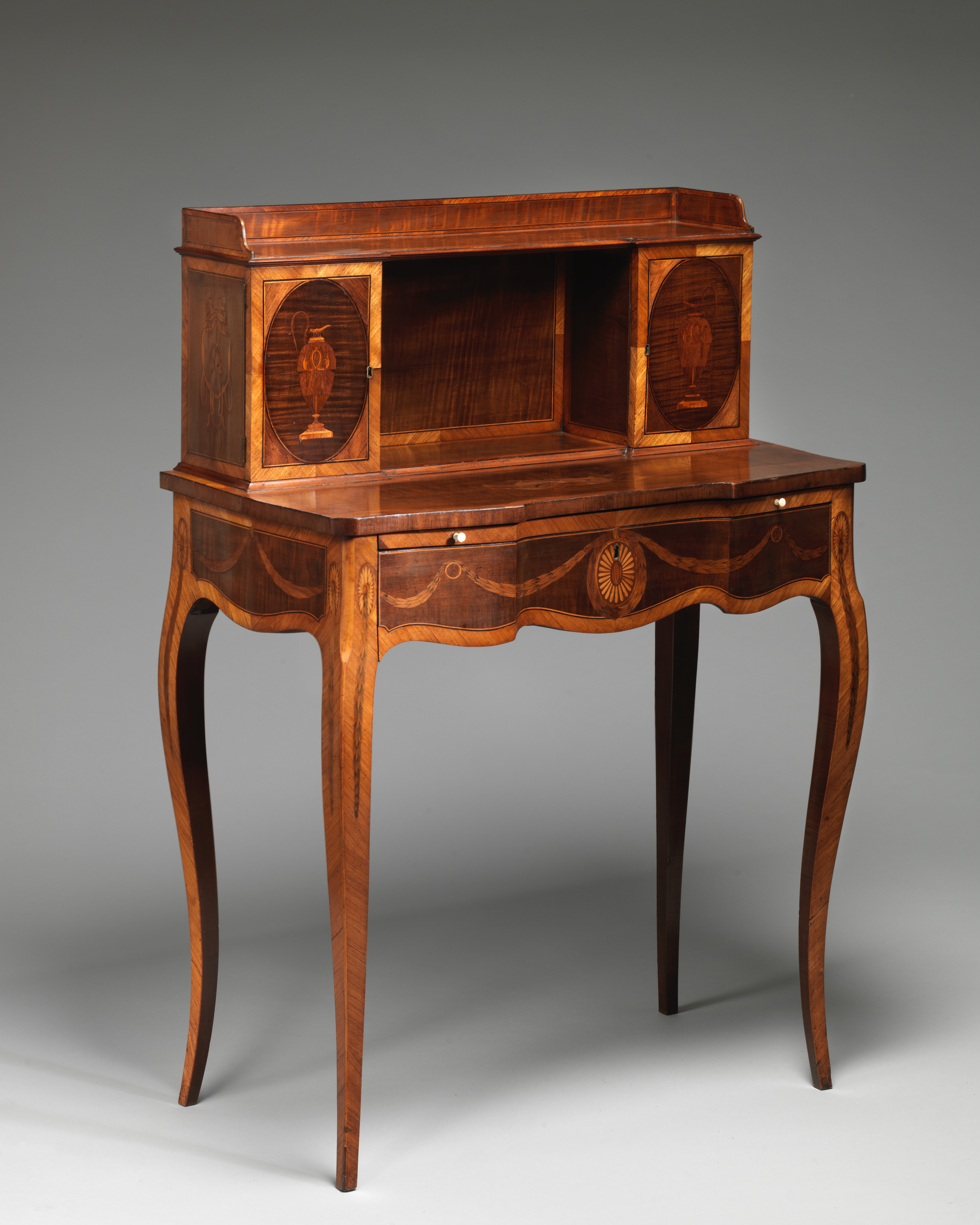
Bonheur du jour, vers 1770–1780, New York, Metropolitan Museum of Art.
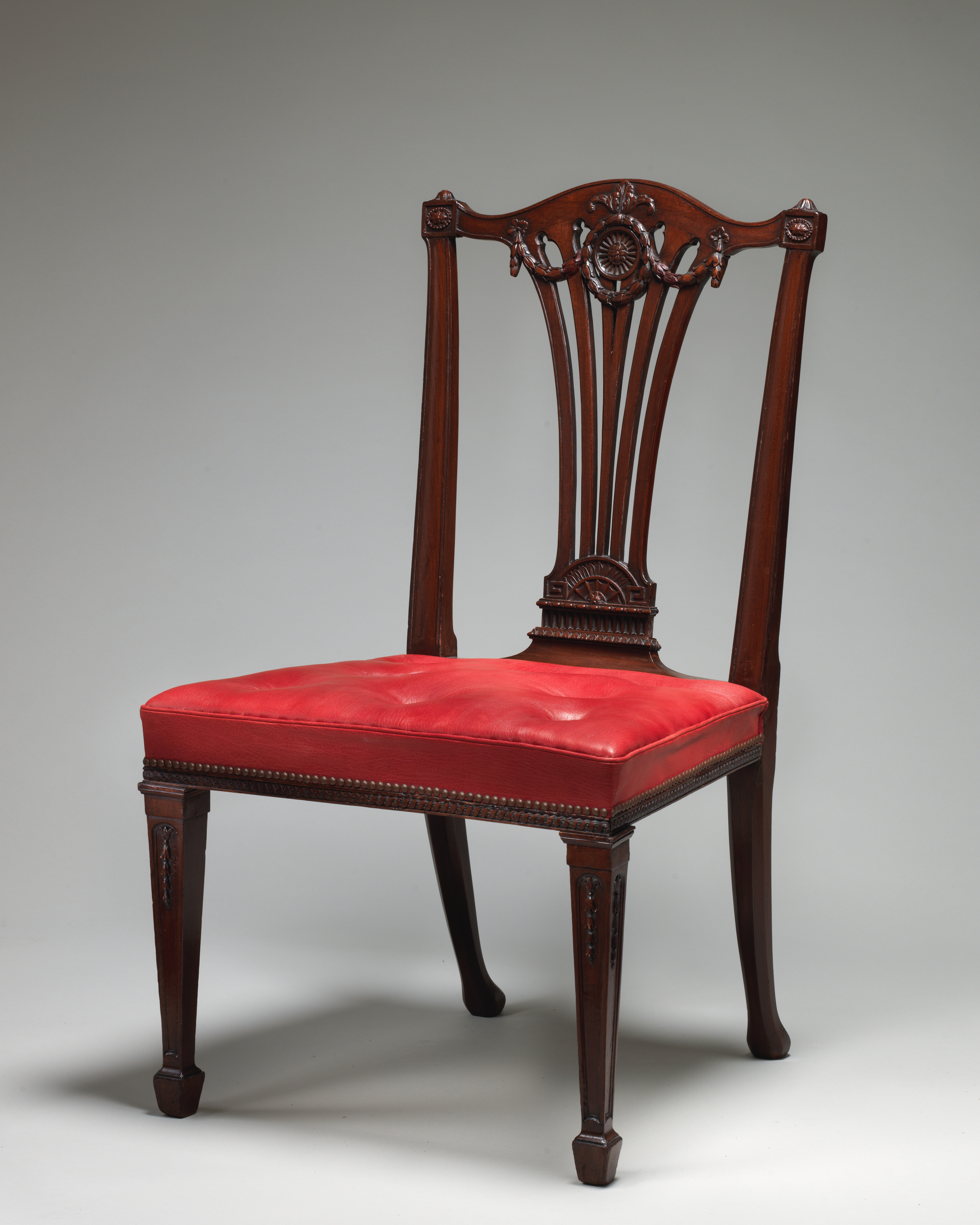
Chaise, vers 1772, New York, Metropolitan Museum of Art.
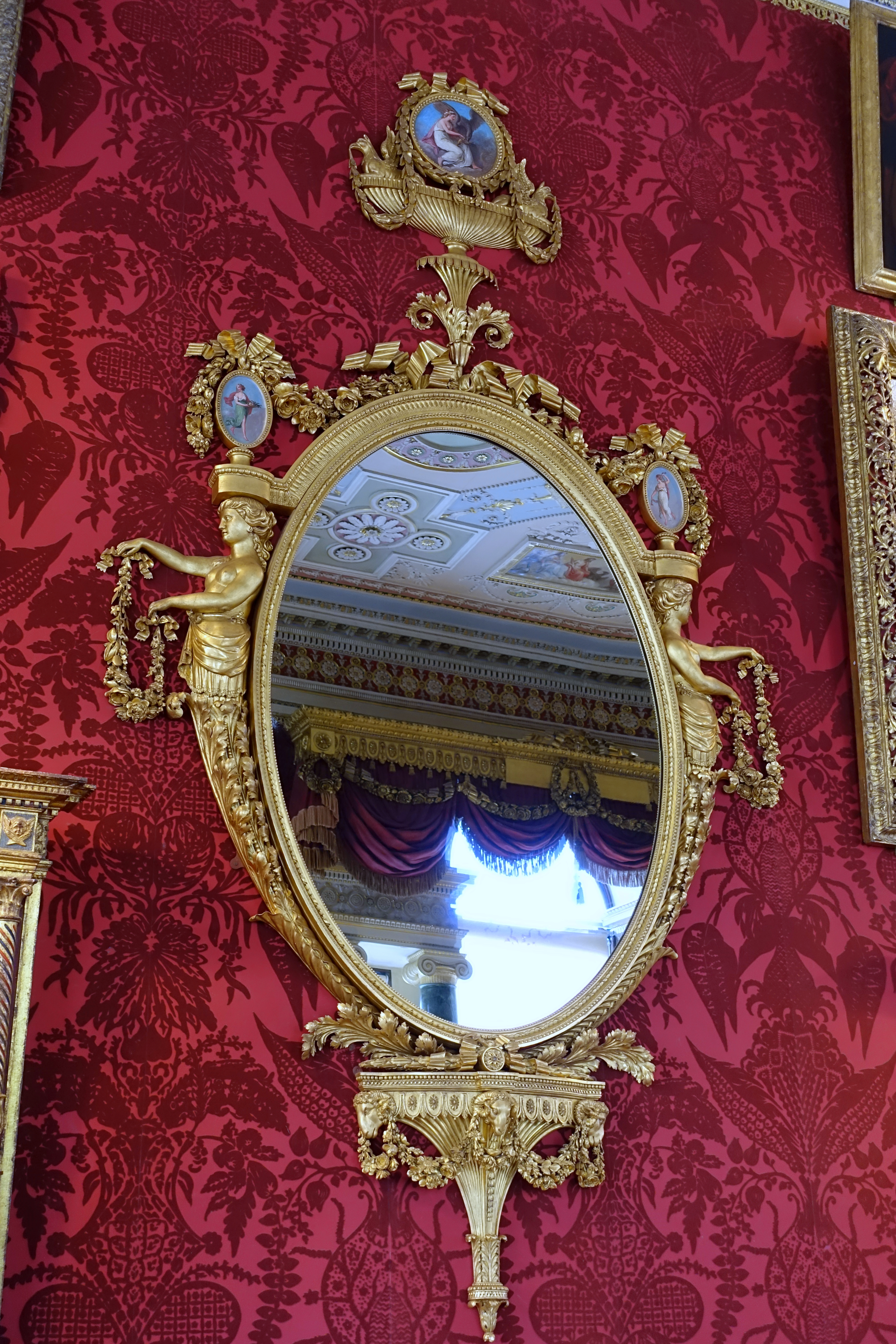
Miroir, vers 1778, Harewood, Harewood House.
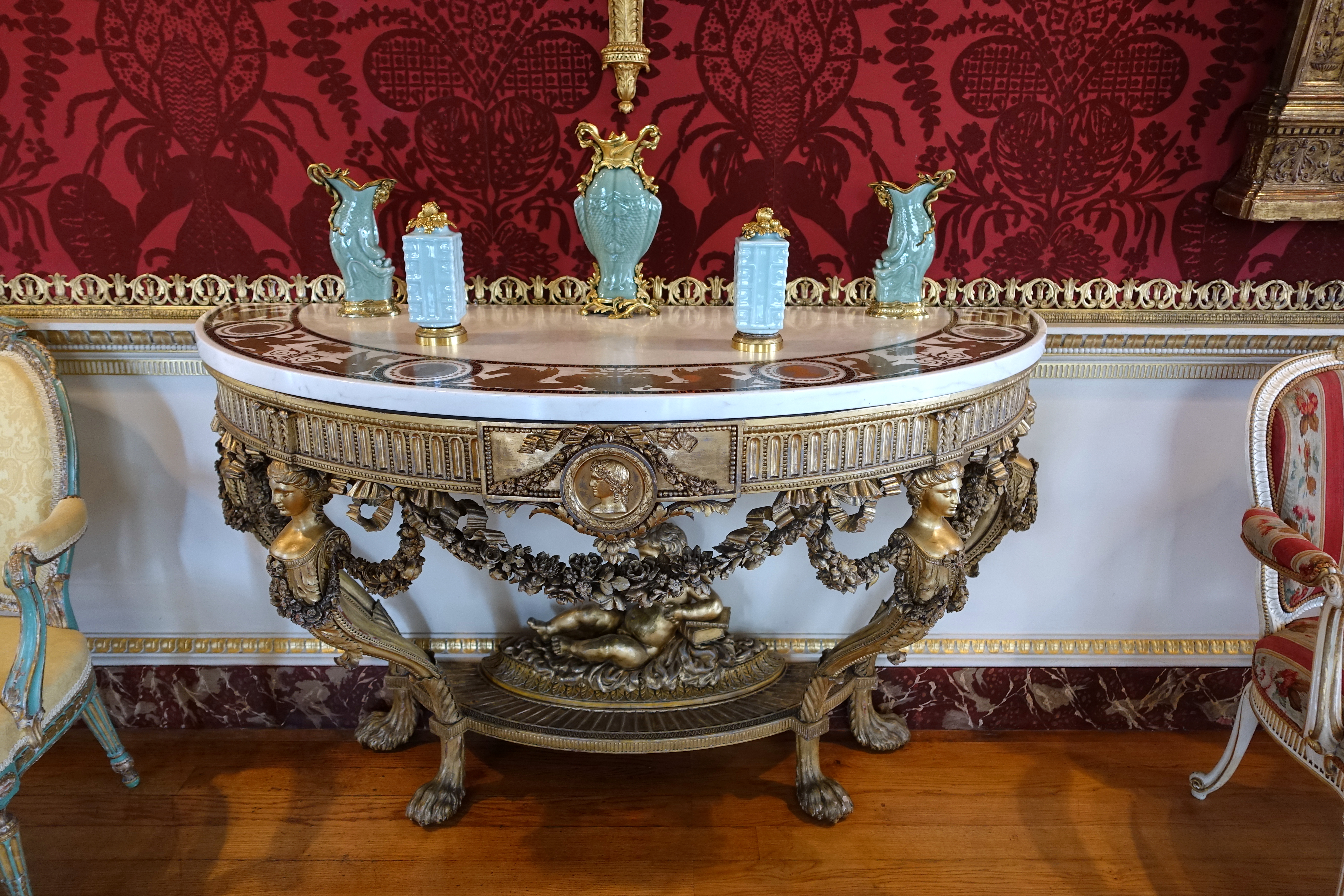
Console, vers 1779, Harewood, Harewood House.
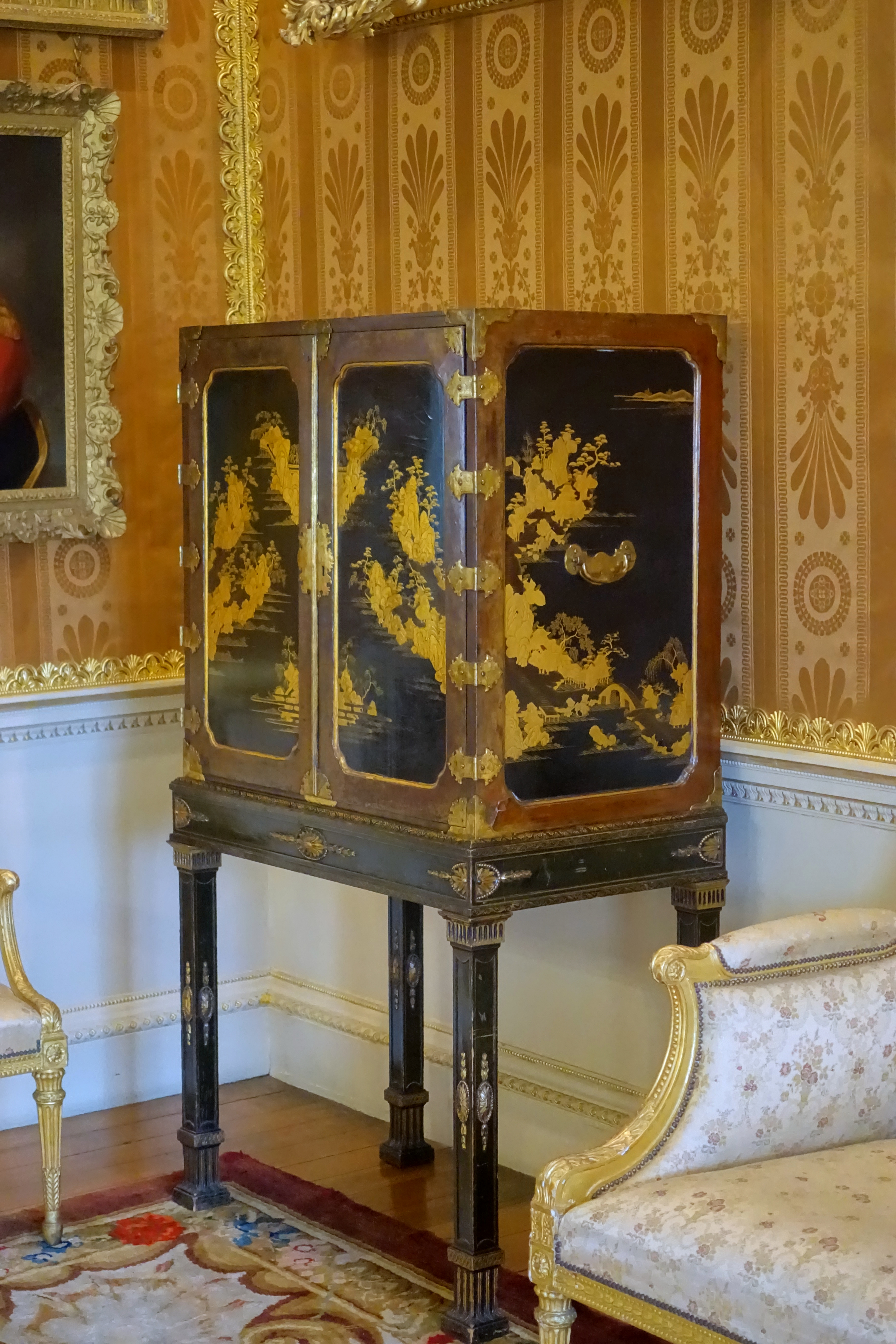
Cabinet japonais, Harewood, Harewood House.

## Postérité
Tic et Tac sont nommés en anglais Chip and Dale en référence à Thomas Chippendale. C'est Bill Henson (en) qui aurait suggéré l'idée.
Les Chippendales auraient choisi leur nom de scène en référence au mobilier du club où ils se produisaient, lui-même inspiré du style de Thomas Chippendale.
Une nouvelle du recueil de nouvelle Kiss Kiss de Roald Dahl fait référence à trois commodes Chippendale légendaires qui partirent à des prix très élevés lors de ventes aux enchères (fait sûrement inventé pour l'histoire).